# 阿爾納沙體育會 (科威特)
阿爾納沙體育會（Al Nasr Sporting Club）是位於科威特費爾瓦尼耶的職業足球會，目前於科威特超級足球聯賽角逐。隊名النصر在阿拉伯語中意為「勝利」。

## 球隊榮譽
- 科威特甲組足球聯賽: 3

1977–78, 1986–87, 2006–07

## 外部連結
- Official website